# Arroyo de Almodóvar
Arroyo de Almodóvar är en ort i Mexiko.   Den ligger i kommunen Guadalupe y Calvo och delstaten Chihuahua, i den västra delen av landet, 1 100 km nordväst om huvudstaden Mexico City. Arroyo de Almodóvar ligger 1 067 meter över havet och antalet invånare är 104.
Terrängen runt Arroyo de Almodóvar är huvudsakligen kuperad, men västerut är den bergig. Runt Arroyo de Almodóvar är det mycket glesbefolkat, med 6 invånare per kvadratkilometer. Närmaste större samhälle är San Javier de Abajo, 11,9 km sydväst om Arroyo de Almodóvar. I omgivningarna runt Arroyo de Almodóvar växer huvudsakligen savannskog.